# Манилов, Ахмед Салаватович
Ахмед Салаватович Манилов (26 октября 2000) — российский борец вольного стиля. Призёр чемпионата России.

## Спортивная карьера
3 октября 2021 года в Наро-Фоминске на первенстве России среди борцов до 23-х лет, в схватке за 3 место одолел Магомедрасула Аслуева, став бронзовым призёром. В декабре 2022 года в Майкопе в составе сборной Дагестана стал обладателем командного Кубка России. С 2023 года представляет Калиниградскую область. 10 марта 2023 года в Калининграде в финале Всероссийского турнир среди молодёжи до 23 лет, «Кубок Андрея Шумилина», уступил Арсену Балаяну. 23 июня 2023 года на чемпионате России в Каспийске в 1/16 финала уступил Гаджимураду Алихмаеву. 24 июня 2023 года через утешительные схватки дошёл до малого финала, где в борьбе за 3 место на чемпионате России в Каспийске одолел Касума Касумова из Дагестана, тем самым завоевал бронзовую медаль в весовой категории до 79 кг.

## Спортивные результаты
- Первенство России по вольной борьбе среди молодёжи U23 2021 — ;
- Кубок России по вольной борьбе 2022 (команда) — ;
- Чемпионат России по вольной борьбе 2023 — ;
- Чемпионат России по вольной борьбе 2024 — ;